# Diocesi di Portsmouth (Chiesa cattolica)
La diocesi di Portsmouth (in latino Dioecesis Portus Magni) è una sede della Chiesa cattolica in Inghilterra suffraganea dell'arcidiocesi di Southwark. Nel 2023 contava 232.800 battezzati su 3.472.000 abitanti. È retta dal vescovo Philip Anthony Egan.

## Territorio
La diocesi comprende l'Hampshire, l'isola di Wight, le isole del Canale e parte di Berkshire, Dorset e Oxfordshire.
Sede vescovile è la città di Portsmouth, dove si trova la cattedrale di San Giovanni Evangelista.
Il territorio è suddiviso in 89 parrocchie.

## Storia
Nel Medioevo il territorio della presente diocesi coincideva con quello dell'antica diocesi di Winchester, ad eccezione delle isole del Canale, che erano incluse nella diocesi di Coutances.
La diocesi è stata eretta il 19 maggio 1882 con la bolla Nimiam dioecesis di papa Leone XIII, ricavandone il territorio dalla diocesi di Southwark (oggi arcidiocesi).
Originariamente suffraganea dell'arcidiocesi di Westminster, il 28 maggio 1965 è entrata a far parte della provincia ecclesiastica dell'arcidiocesi di Southwark.

## Cronotassi dei vescovi
Si omettono i periodi di sede vacante non superiori ai 2 anni o non storicamente accertati.
- John Vertue † (3 giugno 1882 - 23 maggio 1900 deceduto)
- John Baptist Cahill † (30 agosto 1900 - 2 agosto 1910 deceduto)
- William Timothy Cotter † (24 novembre 1910 - 24 ottobre 1940 deceduto)
- John Henry King † (4 giugno 1941 - 23 marzo 1965 deceduto)
- Derek John Worlock † (18 ottobre 1965 - 7 febbraio 1976 nominato arcivescovo di Liverpool)
- Anthony Joseph Emery † (13 settembre 1976 - 5 aprile 1988 deceduto)
- Crispian Hollis (6 dicembre 1988 - 11 luglio 2012 ritirato)
- Philip Anthony Egan, dall'11 luglio 2012

## Statistiche
La diocesi nel 2023 su una popolazione di 3.472.000 persone contava 232.800 battezzati, corrispondenti al 6,7% del totale.
| anno | popolazione | popolazione | popolazione | presbiteri | presbiteri | presbiteri | presbiteri                | diaconi | religiosi | religiosi | parrocchie |
| anno | battezzati  | totale      | %           | numero     | secolari   | regolari   | battezzati per presbitero | diaconi | uomini    | donne     | parrocchie |
| ---- | ----------- | ----------- | ----------- | ---------- | ---------- | ---------- | ------------------------- | ------- | --------- | --------- | ---------- |
| 1950 | 55.000      | 1.509.272   | 3,6         | 323        | 132        | 191        | 170                       |         | 460       | 800       | 18         |
| 1969 | 133.545     | 2.359.243   | 5,7         | 309        | 144        | 165        | 432                       |         | 254       | 1.250     | 110        |
| 1980 | 165.989     | 2.481.000   | 6,7         | 234        | 154        | 80         | 709                       | 2       | 168       | 786       | 119        |
| 1990 | 205.500     | 2.740.600   | 7,5         | 263        | 141        | 122        | 781                       | 10      | 175       | 469       | 121        |
| 1999 | 192.200     | 2.694.518   | 7,1         | 237        | 138        | 99         | 810                       | 21      | 159       | 519       | 107        |
| 2000 | 192.000     | 2.694.518   | 7,1         | 230        | 131        | 99         | 834                       | 22      | 138       | 355       | 107        |
| 2001 | 192.500     | 2.694.518   | 7,1         | 230        | 132        | 98         | 836                       | 25      | 131       | 343       | 106        |
| 2002 | 195.480     | 2.694.518   | 7,3         | 226        | 128        | 98         | 864                       | 25      | 133       | 339       | 108        |
| 2003 | 167.632     | 2.694.518   | 6,2         | 225        | 125        | 100        | 745                       | 26      | 140       | 336       | 101        |
| 2004 | 167.632     | 2.960.077   | 5,7         | 214        | 128        | 86         | 783                       | 31      | 101       | 255       | 112        |
| 2013 | 195.000     | 2.563.000   | 7,6         | 179        | 119        | 60         | 1.089                     | 43      | 86        | 260       | 96         |
| 2016 | 248.000     | 3.100.000   | 8,0         | 205        | 125        | 80         | 1.209                     | 51      | 106       | 260       | 88         |
| 2019 | 231.700     | 3.156.000   | 7,3         | 216        | 135        | 81         | 1.072                     | 51      | 107       | 260       | 91         |
| 2021 | 231.240     | 3.333.000   | 6,9         | 243        | 149        | 94         | 951                       | 55      | 94        | ?         | 89         |
| 2023 | 232.800     | 3.472.000   | 6,7         | 242        | 149        | 93         | 961                       | 55      | 119       | 260       | 89         |